# The Fire in Our Throats Will Beckon the Thaw
| Оценки критиков  | Оценки критиков |
| Источник         | Оценка          |
| ---------------- | --------------- |
| Alarm            | (Positive)      |
| Allmusic         | [ 2 ]           |
| Blabbermouth.net | [ 3 ]           |
| Blender          | [ 4 ]           |
| Decibel          | [ 5 ]           |
| Pitchfork Media  | 7/10            |
| Stylus           | (B+)            |

The Fire in Our Throats Will Beckon the Thaw (с англ. — «Огонь в наших глотках призовёт оттепель») — второй студийный альбом американской пост-метал группы Pelican из Чикаго, изданный 22 мая 2005 года независимым лейблом Hydra Head Records. Что касается длинного и необычного названия альбома, гитарист Тревор де Брау пошутил: «Название призвано сбивать людей с толку. Первоначальное название должно было быть Black Doom on Tuesday».
По словам де Брау, в создании альбома принимали участие различные музыкалные влияния, включая ранний индастриал, хардкор и другие металлические влияния, а также он отметил высокое качество студии и исключительное количество времени, которое у группы было для завершения альбома по сравнению с их предыдущим творением Australasia. Поскольку группа очень заботится об окружающей среде, The Fire… имеет природную тематику с такими названиями песен, как «Last Day of Winter», «Autumn into Summer» и «Aurora Borealis». Он также знаменует собой введение акустической гитары в каталог полноформатных альбомов Pelican.
«March to the Sea» нашла значительную ротацию на спутниковой радиостанции Hard Attack. Расширенная версия трека под названием «March into the Sea» была выпущена на одноимённом мини-альбоме группы всего за несколько месяцев до этого. Эта версия имеет менее изысканное звучание и длится почти в два раза дольше — 20:28. Де Брау считает версию EP «тизерным синглом перед выходом пластинки, а также коллекционным предметом для любителей досконального прочтения».

## Отзывы
Альбом получил положительные отзывы музыкальной критики и интернет-изданий.
The Fire… был встречен в целом позитивно. Журнал Decibel Magazine выбрал его на 1-е место в своём списке лучших альбомов 2005 года, а Terrorizer поставил его на 35-е место. Критики отметили его атмосферное и композиционное совершенство, а также сплочённость альбома в целом. За исключением таких треков, как «March to the Sea» и «Red Ran Amber», The Fire… также отмечен как альбом, в котором не акцентируется тяжесть, присущая Australasia, и при этом значительно расширяется стиль группы в пользу сложной, многослойной мелодии. Эта черта не понравилась некоторым поклонникам предыдущих работ Pelican, но в основном рассматривается как взросление. Многие критики выразили трудности с определением альбома в рамках определённого жанра, но, несмотря на диапазон влияний, вовлечённых в его создание, часто сравнивали его с дум-металом, построком и такими группами, как Isis.
Скотт Алисоглу из Blabbermouth.net написал: «Музыка The Fire in our Throats… не только вызывает видения взрывного творения земли, но и смешение первозданной красоты с неумолимым гневом природы. Это мощная вещь», а относительно её тяжести добавил: «Единственное, что здесь постоянно — это композиционное совершенство. Но не заблуждайтесь, The Fire in our Throats… — это тяжёлый рок-альбом. Группа просто рисует большим количеством цветов и использует больший холст на этом альбоме».
Эндрю Боназелли из Decibel Magazine, в обзоре Panopticon 2004 года группы Isis, сравнил два альбома и описал их общий тон как «триумфальный».
Грег Прато из Allmusic отметил, что «Новый стиль металла возник в начале 21-го века; тот, который был лёгким на вокал и тяжёлым на инструментальные партии. Но это определённо не был знакомый вашему отцу инструментальный металл — проговое излишество уступило место звукам, чередующимся между мечтательными звуковыми ландшафтами и сокрушительными риффами — как показывают такие группы, как Pelican. На втором полноформатном альбоме группы для Hydra Head, The Fire in Our Throats Will Beckon the Thaw 2005 года, Pelican представляет новую текстуру в своей звуковой палитре: акустические гитары. Но тем, кто ожидает полноценный концерт гитары фламенко, придётся поискать в другом месте, так как они используются скупо. Фраза „тип альбома, который вы должны прослушать от начала до конца“, кажется, специально создана для угрюмого и атмосферного Fire, так как это действительно своего рода акустические американские горки. Поскольку во многих из семи треков альбома прослеживается одна и та же стилистическая линия, выделить среди них самые выдающиеся сложно, но если уж на то пошло, то вы не ошибётесь, выбрав эпическую первую композицию альбома „Last Day of Winter“».

## Список композиций
| №                   | Название             | Длительность |
| ------------------- | -------------------- | ------------ |
| 1.                  | «Last Day of Winter» | 9:37         |
| 2.                  | «Autumn into Summer» | 10:44        |
| 3.                  | «March to the Sea»   | 11:38        |
| 4.                  | «•»                  | 4:44         |
| 5.                  | «Red Ran Amber»      | 11:20        |
| 6.                  | «Aurora Borealis»    | 4:55         |
| 7.                  | «Sirius»             | 5:47         |
| Общая длительность: | Общая длительность:  | 58:44        |

## Чарты
| Чарт (2005)                            | Высшая позиция |
| -------------------------------------- | -------------- |
| США (Billboard Top Heatseekers Albums) | 44             |